# Voltxi Brod
Voltxi Brod (en rus: Волчий Брод) és un poble de l'óblast d'Irkutsk, a Rússia, que en el cens del 2010 tenia 29 habitants.